# سنگسیلا
سنگسیلا (به انگلیسی: Sangseela) یک منطقهٔ مسکونی در پاکستان است که در ناحیه دیره بگتی واقع شده‌است.